# Las Lajas, Argentina
Las Lajas är en kommunhuvudort i Argentina.   Den ligger i provinsen Neuquén, i den sydvästra delen av landet, 1 200 km väster om huvudstaden Buenos Aires. Las Lajas ligger 718 meter över havet och antalet invånare är 4 673.
Terrängen runt Las Lajas är varierad. Las Lajas ligger nere i en dal som går i öst-västlig riktning. Trakten runt Las Lajas är nära nog obefolkad, med mindre än två invånare per kvadratkilometer.. Det finns inga andra samhällen i närheten.
Omgivningarna runt Las Lajas är i huvudsak ett öppet busklandskap.